# Erhard Meyer-Galow
Erhard Meyer-Galow (* 4. Januar 1942 in Frankfurt am Main) ist ein deutscher Chemiker und Industriemanager, Autor, Redner und Stifter.

## Leben und Werk
Er war als Vorstandsvorsitzender der Brenntag AG, der Hüls AG, der Stinnes AG tätig und Mitglied des Vorstands der VEBA AG.
1998/99 war er Präsident der Gesellschaft Deutscher Chemiker (GDCh). In dieser Funktion gründete er die Vereinigung Chemie und Wirtschaft (VCW) und war für die Einrichtung einer Stiftungsprofessur Betriebswirtschaftslehre für Naturwissenschaften und Chemie an der Universität Münster verantwortlich. 1998 erhielt er das Bundesverdienstkreuz am Bande. Er ist Honorarprofessor an der Universität Münster.
Meyer-Galow praktiziert Zen-Meditation. Er hält Vorträge über Wirtschaftsethik und auch über Spiritualität.
Seit 2012 fördert Meyer-Galow mit seiner Meyer-Galow-Stiftung die Wirtschaftschemie. Mittel dazu ist unter anderem die Ausschreibung des mit 10.000 Euro dotierten Meyer-Galow-Preises. Es handelt sich um eine Auszeichnung im Bereich der Wirtschaftschemie unter dem Dach der GDCh, die Forscher in der Chemiebranche auszeichnet.
2019 bis 2021 war Meyer-Galow Präsident der Humboldt-Gesellschaft
Am 28. Juni 2021 wurde Meyer-Galow zum Ehrenmitglied der EuChemS Working Party on Ethics in Chemistry ernannt.
Am 24. November 2021 wurde Meyer-Galow vom König Bhutans zum Honorarkonsul in Deutschland für die Bundesländer Bremen, Hamburg, Hessen, Niedersachsen, Nordrhein-Westfalen, Schleswig-Holstein und Mecklenburg-Vorpommern ernannt und erhielt vom Auswärtigen Amt in Berlin das Exequatur als Honorarkonsul am 27. Januar 2022.

## Publikationen
- Erhard Meyer-Galow: Business Ethik 3.0: die neue integrale Ethik aus der Sicht eines CEOs. Springer Fachmedien, Wiesbaden 2020, ISBN 978-3-658-30786-8, doi:10.1007/978-3-658-30786-8.
- Erhard Meyer-Galow: Business ethics 3.0: the new integral ethics from the perspective of a CEO. De Gruyter Oldenbourg, Berlin / Boston 2018, ISBN 978-3-11-057228-5.
- Erhard Meyer-Galow: An integral approach to transformation of limited consciousness in personal and organizational life. In: Judi Neal (Hrsg.): Handbook of personal and organizational transformation. Springer, Cham 2018, ISBN 978-3-319-66893-2, S. 633–670, doi:10.1007/978-3-319-66893-2_53.
- Erhard Meyer-Galow: Motivation for innovations – experiences and reflections. In: Journal of business chemistry. Band 15, Nr. 1, 2018, ISSN 1613-9623, S. 17–23, doi:10.17879/09179507925.
- Erhard Meyer-Galow: Leben im goldenen Wind: jetzt bin ich endlich mal da – Reifungs- und Transformationsprozess eines erfahrenen Topmanagers. Frieling, Berlin 2011, ISBN 978-3-8280-2946-0.

## Weitere Engagements
- Humboldt-Gesellschaft e. V., 2019 – 2021 als Präsident.
- Gesellschaft Deutscher Chemiker e. V. (GDCh, Präsident 1998/99)
- Gesellschaft Deutscher Naturforscher und Ärzte e. V.
- Gesellschaft für Biochemie und Molekularbiologie e. V.
- C.G. Jung-Gesellschaft e. V., Köln
- Meister-Eckhart-Gesellschaft e. V.
- Deutsches Netzwerk Wirtschaftsethik e. V.